# Хотетово (Свердловский район)
Хотетово — деревня в Свердловском районе Орловской области. Входит в состав Яковлевского сельского поселения.

## География
Деревня расположена на берегу реки Вишневец. 
Уличная сеть представлена тремя объектами: Солнечная улица, Новая улица и Железнодорожная улица. 
Географическое положение: в 13 километрах от районного центра — посёлка городского типа Змиёвка, в 26 километрах от областного центра — города Орёл и в 343 километрах от столицы — Москвы.

## Население
| 2002 | 2010 |
| ---- | ---- |
| 409  | ↗450 |